# Ronde van de Jura 2024 (Frankrijk)
De 21e editie van de wielerwedstrijd Ronde van de Jura vond plaats op 13 april 2024. De wedstrijd startte in Domblans en finishte 174,6 kilometer later op Mont Poupet. De wedstrijd maakte deel uit van de UCI Europe Tour, met de categorie 1.1. De Fransman David Gaudu won, voor zijn landgenoten Jordan Jegat en Guillaume Martin.

## Uitslag
| Plaats  | Naam                | Ploeg                      | Tijd     |
| ------- | ------------------- | -------------------------- | -------- |
| Winnaar | David Gaudu         | Groupama-FDJ               | 4u15'28" |
| 2       | Jordan Jegat        | TotalEnergies              | + 4"     |
| 3       | Guillaume Martin    | Cofidis                    | z.t.     |
| 4       | Felix Gall          | Decathlon AG2R La Mondiale | z.t.     |
| 5       | Harm Vanhoucke      | Lotto Dstny                | z.t.     |
| 6       | Victor Langellotti  | Burgos-BH                  | + 10"    |
| 7       | Clément Berthet     | Decathlon AG2R La Mondiale | z.t.     |
| 8       | Jefferson Cepeda    | Caja Rural-Seguros RGA     | z.t.     |
| 9       | Cristian Rodríguez  | Arkéa-B&B Hotels           | + 17"    |
| 10      | José Manuel Díaz    | Burgos-BH                  | + 34"    |
| 11      | Lenny Martinez      | Groupama-FDJ               | + 39"    |
| 12      | Eduardo Sepúlveda   | Lotto Dstny                | z.t.     |
| 13      | Michael Woods       | Israel-Premier Tech        | + 42"    |
| 14      | Nicolas Prodhomme   | Decathlon AG2R La Mondiale | z.t.     |
| 15      | Clément Braz Afonso | CIC U Nantes Atlantique    | z.t.     |
| 16      | Unai Iribar         | Kern Pharma                | + 48"    |
| 17      | Johannes Kulset     | Uno-X Mobility             | + 54"    |
| 18      | Nick Schultz        | Israel-Premier Tech        | + 57"    |
| 19      | Rémi Capron         | Van Rysel-Roubaix          | + 1'00"  |
| 20      | Kenny Elissonde     | Cofidis                    | z.t.     |

2003 · 2004 · 2005 · 2006 · 2007 · 2008 · 2009 · 2010 · 2011 · 2012 · 2013 · 2014 · 2015 · 2016 · 2017 · 2018 · 2019 · 2020   · 2021 · 2022 · 2023 · 2024